# Волонтёрство

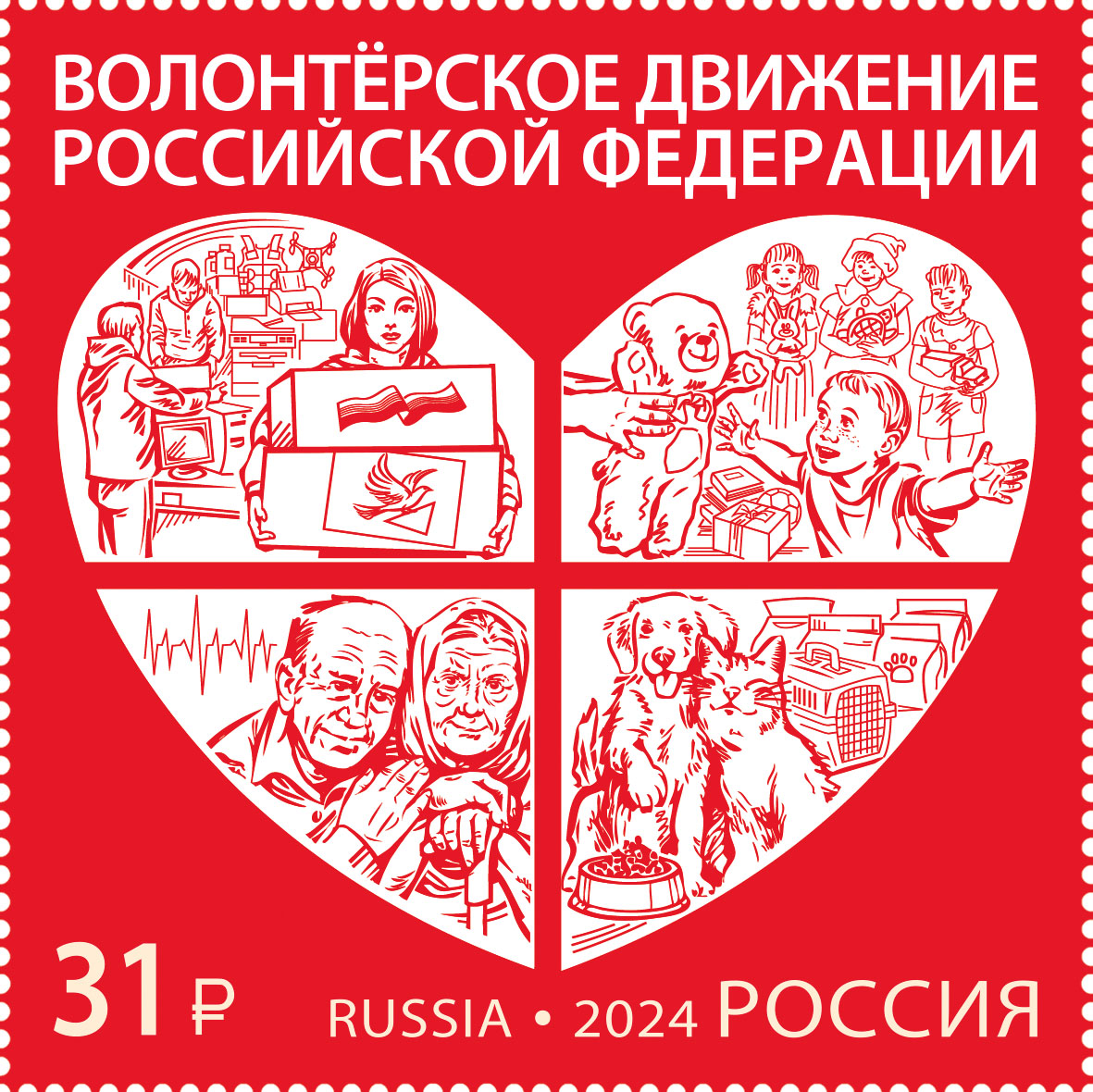
Марка Почты России, 2024 год

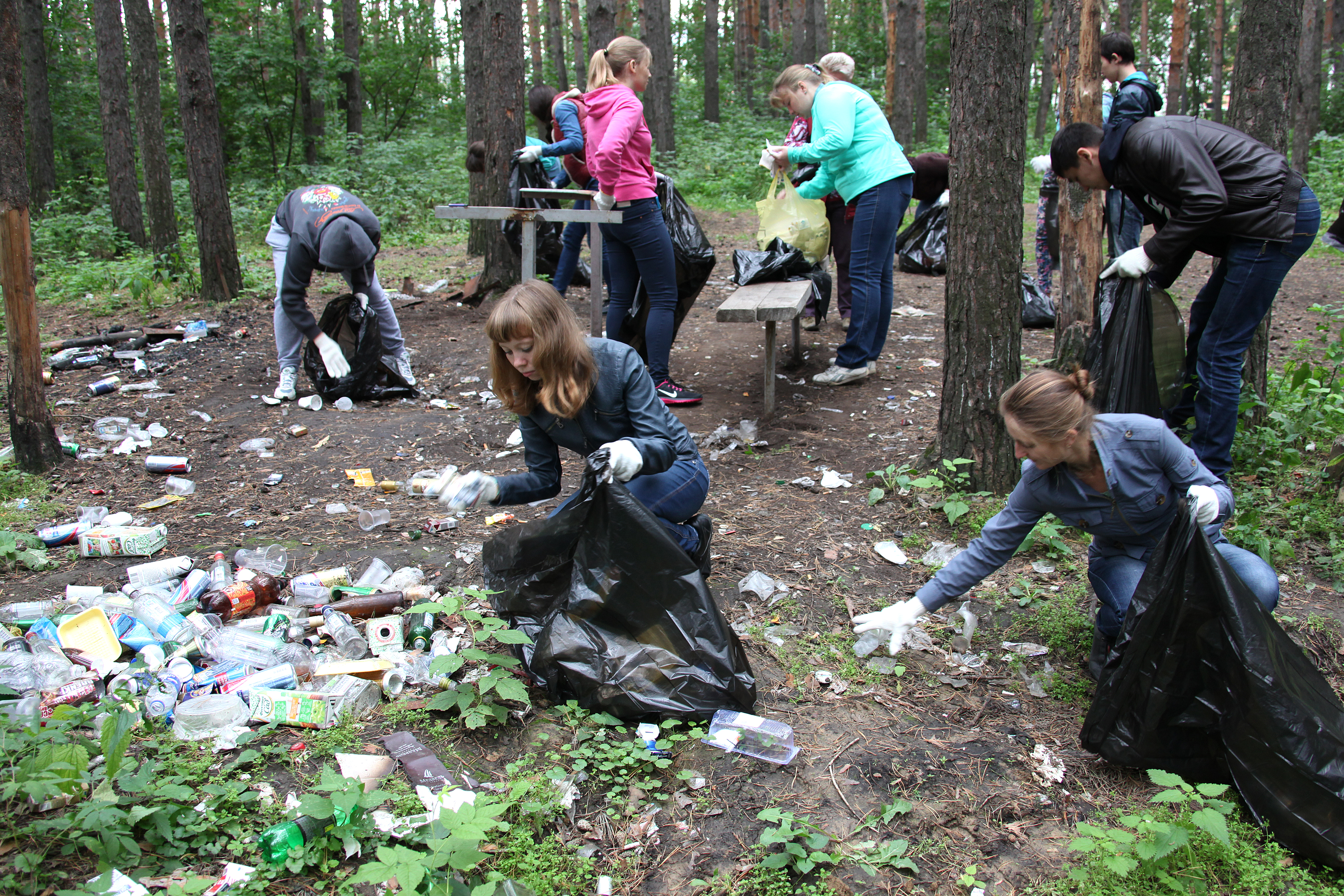
Добровольцы убирают мусор в Тюмени.

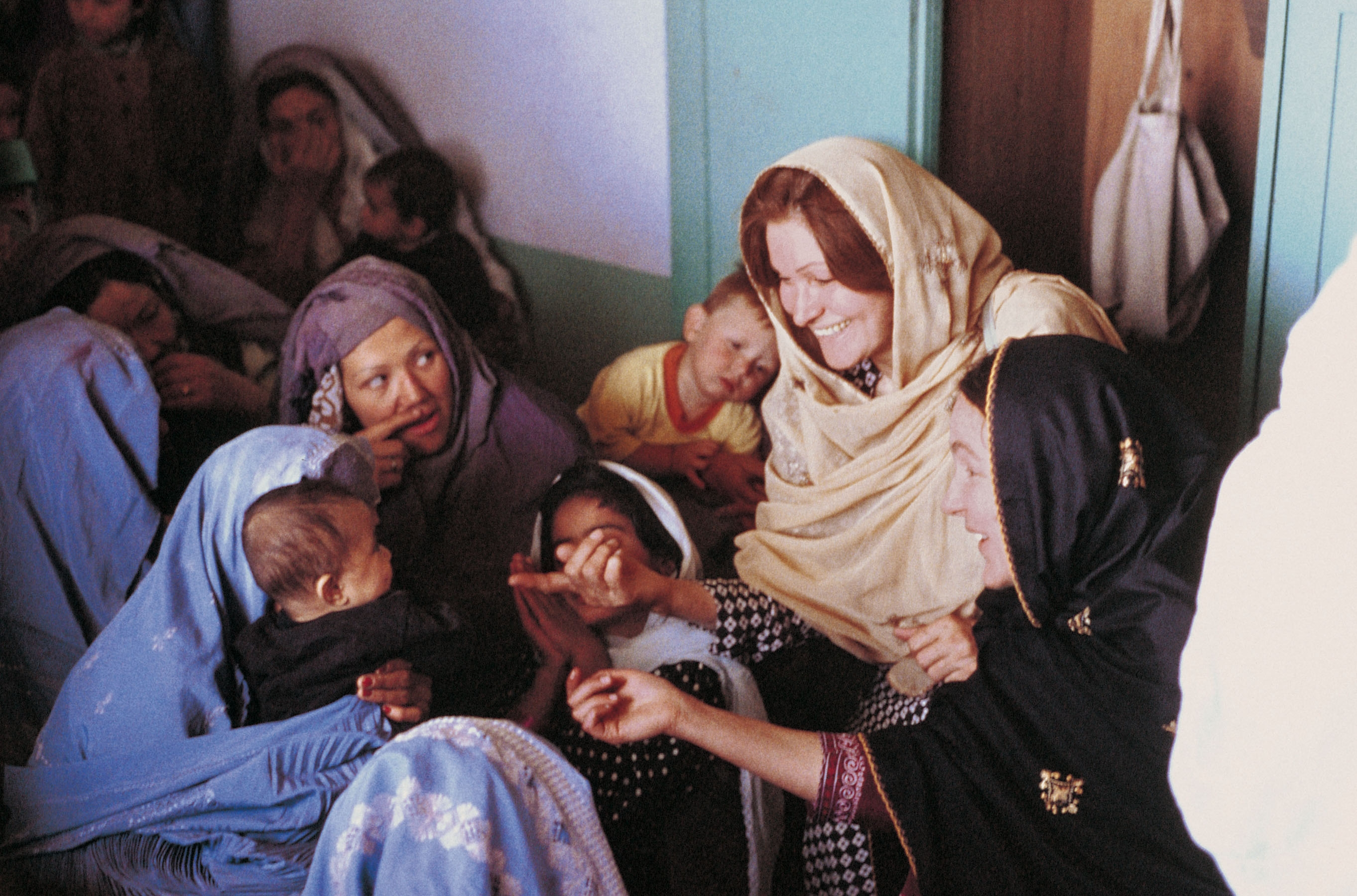
Австралийская доброволец консультирует женщин Афганистана.

Волонтёрство, (от лат. voluntarius — добровольный) или доброво́льчество, волонтёрская де́ятельность — широкий круг деятельности, включая традиционные формы взаимопомощи и самопомощи, сбора средств, официальное предоставление услуг и другие формы гражданского участия, которая осуществляется добровольно на благо широкой общественности без денежного вознаграждения. 
Волонтёры, с точки зрения закона Российской Федерации — физические лица, осуществляющие добровольческую деятельность в форме бесплатного выполнения работ, оказания услуг (добровольческой деятельности). Волонтёры помогают в проведении различных мероприятий, конференций и помогают маломобильным гражданам существовать и развиваться.
Деятельность благотворительных организаций нуждается в поддержке многих добровольцев. Для организации добровольческой деятельности, с одной стороны, создаются вакансии добровольцев в благотворительных организациях, с другой стороны — формируется круг поддерживающих организаций и сам добровольческий корпус участников благотворительной деятельности, согласных принимать участие в бесплатном труде во благо нуждающихся. Такой бесплатный труд является разновидностью филантропии (бескорыстного дарения в пользу нуждающихся благоприобретателей — людей, природы).
Понятием волонтёрская деятельность в русском языке часто подменяют понятие «общественная деятельность», которой обозначают любую полезную деятельность во благо общества. Деятельность добровольцев направлена в первую очередь на помощь остронуждающимся слоям населения, не имеющим возможности помогать себе самим (старость, беспризорность, инвалидность, стихийные бедствия, социальные катаклизмы, катастрофы).

## История
Первоначально волонтёрами называли исключительно солдат-добровольцев. В Италии, Франции, Англии и Германии в ходе Восьмидесятилетней и Тридцатилетней войн различные сюзерены призывали под свои знамёна всё новых и новых охотников повоевать, но, часто уже не имея денег на содержание войск, оговаривали, что наградой им будут только слава и военная добыча. Многим этого было достаточно: в XVII веке французское volontaire, итальянское volontario, немецкое Volontair, английское volonteere появляются почти одновременно, из-за чего в России в течение XVIII—XIX веков слово долго не могло устояться: волентир, волонтир,волунтир, валентир, волонтёр, — использовались на письме в зависимости от того, какой иностранный язык предпочитал русский дворянин, ставший добровольцем.
Слово принимало как престижный («Именовать сей полк всегда полк Гусарский волонтёров Екатеринославских, ибо имя волонтёров больше привлекает охотников», 1788), так и отрицательный оттенок («он страшный волонтир», 1830), поскольку легко представить, как вели себя солдаты, наградой которых была только слава или только военная добыча, или то и другое вместе.
К концу XVII века в большинстве европейских стран институт волонтёров оформился уже в полноценные окологосударственные системы вербовки или срочной мобилизации (в случае войны) добровольцев. Система использовалась для укомплектования вспомогательных воинских подразделений с пониженными казёнными тратами на содержание. Использовалась эта система и в России, начиная с Петра I. Но дальше всех процесс пошёл в Англии, где армия комплектовалась в основном добровольцами вплоть до Первой мировой войны. Здесь же раньше других встречается и прилагательное «волонтёрский» (1640-е), и причастие «волонтёрствующий» (1690-е), и глагол «волонтёрствовать» (1755), и первое упоминание (в 1630-е) волонтёров, не связанных с военной службой.
Именно в Англии, в 1844 году, возникла всемирно теперь известная волонтёрская организация «Христианская ассоциация молодых людей» (YMCA), ставившая своей целью развитие здоровых «тела, ума и души», утверждённых на христианской вере. В 1851 году отделения YMCA появились в США, как раз перед Гражданской войной, во время которой быстро сформировались цели и методы бескорыстной помощи пострадавшим или остро нуждающимся в результате военных действий, — раненным, обездоленным, осиротевшим.
Развитие и всемирное распространение в последние десятилетия XIX века таких декларативно-добровольческих организаций как Общество милосердия (англ. Relief Society), «Армия спасения», «Общество Красного креста» всё больше ассоциировали слово «волонтёр» с благотворительной, общественно полезной и, главное, бескорыстной деятельностью. Наоборот, развитие промышленности, укрупнение экономических систем стран и как следствие растущая налоговая база позволяли правительствам содержать всё более профессиональные и многочисленные армии, резко снижая эффективность «добровольческих» мобилизаций. В результате в литературе о Первой мировой войне гораздо легче найти упоминания «сестёр милосердия» (членов многочисленных добровольческих обществ), чем полков добровольцев.
В 1985 году Генассамблея ООН учредила «Международный день добровольцев», отмечаемый ежегодно 5 декабря.
В 1998 году в Сибири была создана сеть волонтёрских центров. В 2001 году в рамках проведения Международного года добровольца за социальное и экономическое развитие по решению Правительства РФ был создан Российский комитет по  его проведению под председательством ректора МГИМО Торкунов А.В.
В 2006-м году появилась система грантовой государственной поддержки некоммерческих организаций, или НКО. Под определение НКО подпадают в том числе и добровольческие организации.
В ноябре 2017 года, указом президента РФ, был учреждён день добровольца (волонтёра) — 5 декабря.

## Типы добровольчества
Различают три типа добровольчества:
1. Добровольцы-управленцы. Они могут помогать в работе с обществом, в наборе добровольцев, в работе совета директоров, в организации и проведении собраний и так далее.
2. Добровольцы-помощники. Добровольцы этого вида не прикрепляются к одному человеку, а помогают человеку, нуждающемуся в помощи не постоянно, а только по необходимости. Чаще всего, они работают раз в неделю. Могут выполнять функции регистратора, секретаря, телефонного оператора, уборщика, охранника и т. д., если работают в организации; могут работать и дома, например отправлять корреспонденцию, выполнять роль сиделки, печатать различные документы, готовить, убирать в квартире.
3. Добровольцы прямой помощи. Они работают по принципу «клиент — доброволец», то есть один на один с человеком, которому нужна помощь, без всякой посторонней помощи и это многим из них доставляет огромное удовольствие.

## Добровольческая деятельность
- Работа в различных управляющих органах некоммерческих организаций (Правление, Совет, Комиссия) на бесплатной основе.
- Добровольческая деятельность, направленная на защиту прав и свобод человека и гражданина, на защиту прав социально незащищённых групп граждан.
- Сбор денег.
- Помощь в организации мероприятий.
- Помощь в создании и продвижении сайтов.
- Посадка цветов, клумб, газонов, кустов и деревьев.
- Помощь таким социальным категориям граждан как: престарелые, беспризорные дети, молодёжь и студенты, бездомные, люди с ограниченными возможностями (инвалиды), мигранты, беженцы, бывшие осуждённые к лишению свободы и другие.
- Благоустройство и обустройство дворов, участков, городских улиц.
- Добровольная помощь животным, заповедникам.
- Благотворительные концерты и театральные выступления.
- Экологические марши, уборка мусора и загрязнений водоёмов.
- Пропаганда здорового образа жизни.
- Интернет-добровольчество.
- Добровольные вычисления.
- Работа в технической поддержке.
- Помощь спасателям, медикам и т. п., например: участие в прочёсе местности при поисках заблудившегося человека, опрос населения и так далее.
- Помощь в организации крупных концертов, фестивалей различного рода.
- Раздача просветительской литературы, направленной на улучшение качества жизни человека и его окружения.
- Работа по защите прав человека в области психиатрии (Гражданская комиссия по правам человека).

Труд добровольцев часто не оплачивается, однако организаторы работ на добровольной основе могут оплачивать добровольцам проезд, проживание, питание, покупку средств индивидуальной защиты и страховые взносы на ДМС, которые не облагаются налогом. Добровольцы — не только альтруисты, они могут работать ради приобретения опыта, специальных навыков и знаний, установления личных контактов. Часто добровольческая деятельность — это путь к оплачиваемой работе, здесь всегда есть возможность проявить и зарекомендовать себя с лучшей стороны, попробовать себя в разных сферах деятельности и определиться с выбором жизненного пути.
Введение оплаты труда добровольцев порой не только не повышает, но и снижает их эффективность, возникает так называемый эффект чрезмерного обоснования.
Хотя труд добровольцев часто не оплачивается и нередко не регламентируется, добровольцу всё равно необходимо соблюдать режим труда и отдыха. Как отмечает Виктория Аникеева: «если волонтёр не задумывается над тем, чтобы изменить формат, снизить нагрузку, или криком попросить о помощи — если он отрицает всё это, то превращается из волонтёра в страдальца, который уже не способен принести пользу другим, потому что сам себя разрушает».

## В России

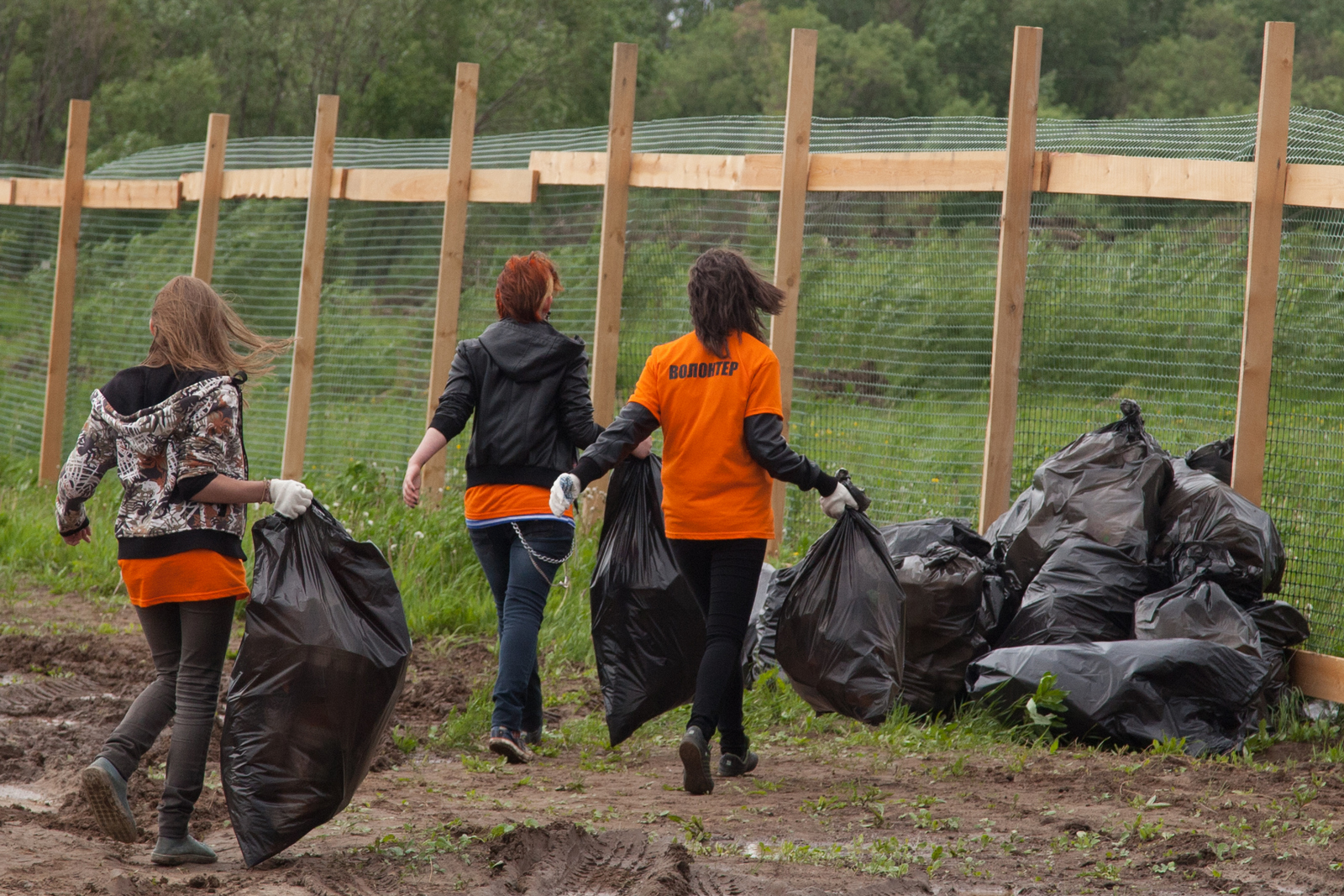
Волонтёры рок-фестиваля «Остров»

В советское время, по сути, волонтёрской деятельностью могли считаться проводимые субботники. Изначально задуманную идею пионерских отрядов в современном понятии, также можно отчасти назвать волонтёрской. В условиях социализма добровольчество (волонтёрство) рассматривалось как форма подготовки молодого поколения к созидательному труду в условиях коммунизма — общества, где труд всех людей должен был стать осознанной потребностью, то есть добровольным и бескорыстным.
Само же волонтёрство пришло в Россию в 1916 году (например «Армия спасения») и в начале 1990-х годов было восстановлено. Появились НКО — некоммерческие организации (организации, главной целью которых не является прибыль), которые занялись благотворительностью, просветительской деятельностью и созданием условий для добровольцев. Благодаря волонтёрским программам, добровольцы могут заниматься волонтёрской деятельностью не только в своей стране, но и за рубежом в специальных волонтёрских лагерях. Из-за многих социальных стереотипов волонтёрская деятельность в России плохо приживается и не пользуется одобрением большинства населения. Последние исследования показали, что процент населения[где?], занимающегося добровольчеством, ничтожно низок, в то время, как во многих странах Европы, Азии и Америки волонтёрство является обычным явлением.
Многие люди старшего поколения, воспитанные в условиях социализма, считают, что в условиях капиталистических общественных отношений волонтёрство используется правящей «элитой» как фактор сокрытия негативных социальных явлений. Подобное мнение опирается на определение волонтёрства в экономических науках: "Волонтёрство (добровольчество) — это система трудовых отношений, использующая механизм нематериального стимулирования и
преследующая социальные, благотворительные и иные общественно-полезные цели".
Исследования мотивации российских добровольцев показывают, что главными мотивами, побуждающими к добровольческой деятельности, являются: стремление к строительству более справедливого и свободного общества; энтузиазм, доброта и подвижничество граждан; стремление быть социально полезными другим людям; неравнодушное отношение к происходящему вокруг; желание реализовать себя и свои инициативы; желание решить проблемы других людей и собственные проблемы. При имеющемся неравномерном распределении ресурсов наивность и романтизм молодых людей побуждают органы власти использовать добровольчество как инструмент поддержания социального мира и сглаживания серьёзнейших системных недостатков и ошибок в управлении современным обществом.
В какой-то момент времени волонтёрство стало восприниматься как особая социальная услуга, имевшая исключительно нравственное значение. Тем не менее, следует избегать идеализации и необходимо помнить, что, несмотря на какое бы то ни было мировоззрение, главный вектор формирования общественных отношений всегда направлен на базовую ценность капитализма — экономическое доминирование с понятиями "богатство", "прибыль", "собственность" и т. п. (вплоть до настоящего времени). Бесплатный же труд при капитализме воспринимается большинством населения как нонсенс: бесплатно помочь и бесплатно поработать на кого-то для людей — две большие разницы.
Согласно письму министра спорта, туризма и молодёжной политики В. Л. Мутко, «оценка эффективности деятельности органов исполнительной власти субъектов Российской Федерации по вовлечению молодёжи в социальную практику осуществляется по целевому показателю „доля молодых людей, принимающих участие в добровольческой деятельности, в общем числе молодёжи (процентов)“, который на 2010 год установлен на уровне 11 процентов, а на 2011 год — 18 процентов», что определяется принятой правительством РФ стратегией развития страны до 2020 года. Согласно письму министра, предполагается массовая регистрация волонтёров на интернет сайте jabapoint.ru, с последующей выдачей «Личных книжек волонтёра».
Как сообщил руководитель ресурса jaba.ru Станислав Караваешников: «Проект умер. К сожалению, вместе с базой данных» Росмолодёжь.
После Олимпийских и Паралимпийских игр в Сочи в 2014 году, где было задействовано около 25 тысяч волонтёров, в России была создана Ассоциация волонтёрских центров, объединившая уже 55 профильных центров из 30 регионов России.
5 декабря 2022 года президент России Владимир Путин сообщил, что количество волонтёров в стране составляет более 21 миллиона человек и назвал их целой армией. По его словам, из поступков волонтёров складывается «национальная идентичность», они помогают её сохранять, а власти в свою очередь будут делать всё для их поддержки.  
По информации вице-премьера РФ Татьяны Голиковой, в России показатель вовлечённости молодёжи в волонтёрскую деятельность один из самых высоких в мире. На апрель 2024 года эта цифра составляла 15 миллионов молодых людей.

### Волонтёрство на крупных спортивных мероприятиях

#### Олимпиада в Сочи

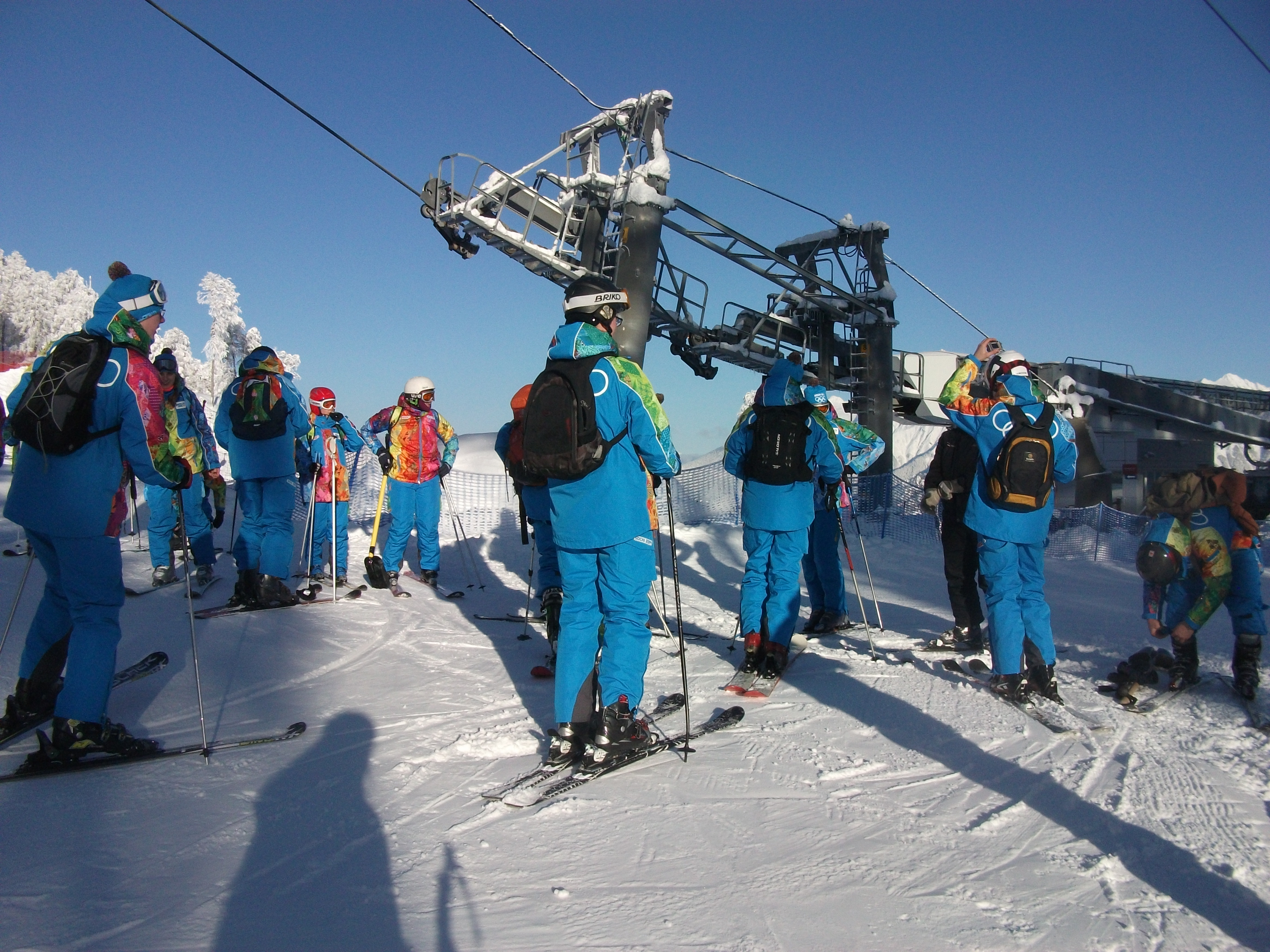
Волонтёры Сочи-2014

В Зимних Олимпийских играх в Сочи в 2014 году приняли участие 25 000 волонтёров. Они помогали организаторам более чем в 20 областях деятельности: встречали гостей, помогали в навигации, организации церемоний открытия и закрытия, организовывали пункты питания и так далее.

#### Кубок Конфедераций FIFA 2017 и Чемпионат мира по футболу FIFA 2018 в России
C 14 июня по 15 июля 2018 года Россия стала страной-хозяйкой мирового чемпионата по футболу.
Участниками волонтёрской программы Чемпионата мира по футболу FIFA 2018 стали тысячи человек из России и других стран мира.

### Всероссийский конкурс общественно значимых проектов «Наследие волонтёрской программы ЧМ-2018»
20 октября 2017 года стартовал приём заявок на Всероссийский конкурс общественно значимых проектов «Наследие волонтёрской программы ЧМ-2018». В нём участвовали около 1 500 человек: кандидаты в волонтёры ЧМ-2018 и будущие городские волонтёры. Среди проектов были такие проекты как «Футбольный турнир для мам», «Производство пандусов из переработанного пластика», «Стикерпаки „Твой Чемпионат“» и другое.

### Общественная деятельность
В марте 2020 года, после объявления пандемии коронавируса, волонтёры Подмосковья организовали штаб по оказанию помощи и поддержки пожилым жителям. По инициативе Общероссийского народного фронта и при поддержке Фонда Росконгресс, Ассоциации волонтёрских центров, Всероссийского общественного движения добровольцев в сфере здравоохранения «Волонтёры-медики», «Волонтёров Конституции» и ПАО «Ростелеком» была открыта «горячая линия помощи», куда ежедневно обращались пенсионеры (которым было рекомендовано как можно реже появляться в общественных местах), с просьбами о доставке продуктов питания и лекарств. Кроме того, по телефону волонтёры консультировали пожилых людей о мерах безопасности и актуальной информации о распространении коронавируса.

## В Казахстане
В Казахстане волонтёрская деятельность рассматривается как один из эффективных механизмов участия молодых людей и иных социальных групп в культурной, экономической и социальной жизни страны.
В Казахстане существует Национальная волонтёрская сеть, неправительственная организация, которая является связующим звеном между членами сети и представителями в регионах, придает импульс к подходу развития волонтёрства в Казахстане.

#### Волонтёрство и правительство
В октябре 2003 года на проходившем в Казахстане Первом Гражданском Форуме говорилось о важности развития волонтёрской деятельности. 25 июля 2006 года Президент Казахстана подписал «Концепцию развития гражданского общества в Казахстане 2006—2011». 30 декабря 2016 года Президент Республики Казахстан подписал Закон о волонтёрской деятельности. Указом Президента Республики Казахстан № 135 от 26 августа 2019, 2020 год в Казахстане объявлен «Годом волонтёра».

## В Китае
По состоянию на 2020 год в Китае насчитывалось свыше 190 млн волонтёров, 980 тыс. их команд и 14 тыс. организаций. Волонтёры в Китае действуют в областях культуры и искусства, науки и технологий, защиты природы, в юридической сфере, помощи при чрезвычайных ситуациях. Большое количество волонтёров Китая помогало в проведении Олимпиады-2022 и Паралимпиады-2022. Волонтёры оказали большую помощь в ликвидации нищеты, например, через создание компьютерных классов в сельских школах из компьютеров, принятых от населения. Множество волонтёров участвовало в борьбе с эпидемией COVID-19 на уровне микрорайонов Китая, объясняя населению профилактические меры властей, измеряя у людей  температуру, проводя дезинфекцию, доставляя товары первой необходимости.